# Nabiu roig
El nabiu roig(Vaccinium vitis-idaea) és el fruit de d'una nabiuera bastant especial que es pot trobar al Pallars Sobirà, anomenada també gerdera silvestre. Com passa en altres ocasions, el nom del fruit (si és conegut i és utilitzat pels éssers humans) passa a fer-se servir, per inclusió, per anomenar a tota la planta (gerd, nabiu).
El Termcat esmenta més de 30 sinònims per anomenar les plantes del gènere Vaccinium que fan nabius, entre els quals nabinera, nabiuera, avajonera, nabissera, nabiner, nabissonera, raïm de pastor, abaixoner, abajonera, anadiu, anajó, naionera, navissera, nibixera, vajonera o gerdera silvestre. Aquest darrer nom sembla que surt a l’obra de Pedro Bassagaña, Flora médico-farmacéutica abreviada, de l’any 1859. Aquest naturalista i farmacèutic potser no coneixia l'aspecte real d'aquest arbust i devia relacionar els noms científics de la gerdera (Rubus idaeus) amb el d'aquest nabiu (Vaccinium vitis-idaea). L'epítet vitis-idaea es podria traduir com a «raïm del Mont Ida», una muntanya de Creta on, segons la mitologia grega, Zeus va passar la seva infantesa, criat amb l'ajuda dels curets i alletat per la cabra Amaltea.
Pius Font i Quer, en el seu llibre Plantas medicinales. El Dioscòrides renovado no escriu res del nabiu roig, però a l'entrada que dedica al nabiu (V. myrtillus) cita també alguns dels sinònims catalans esmentats amunt, incloent-hi la gerdera silvestre (referida al nabiu comú).

## Morfologia
Petit arbust, de 10 a 40 cm d'alt, amb un aspecte que recorda a la boixerola. Les fulles són ovals, més endurides que en el nabiu, revolutes al marge i persistents tot l'any. El revers, més pàl·lid que l'anvers, té uns pics glandulars de color negre molt característics. La planta s'escampa per sota terra amb rizomes. Les flors són blanques, amb forma de campana i creixen agrupades en un raïm. El fruit madur és una baia de color vermell fosc i sabor àcid.
Hi ha altres espècies del gènere Vaccinium amb fruits vermells, les anomenades en anglès cranberries i en català nabiu de grua (Vaccinium oxycoccus, V. microcarpum i V. macrocarpon), però que no han estat trobades mai als Pirineus i són fàcils de distingir per altres caràcters vegetatius.

## Ecologia i distribució
És una típica espècie de distribució boreoalpina. Viu a les zones septentrionals d'Europa, Àsia i Amèrica del Nord, arribant fins a llocs de clima subàrtic. A les parts més meridionals es va fent cada vegada més escassa i es refugia a les zones muntanyoses, dels Alps o els Pirineus, on es coneix en comptades poblacions. Les més properes són a l'Arieja, a tocar de la frontera septentrional d'Andorra, i al Conflent, a la Catalunya Nord.
A Catalunya és molt rara, només n'existeix una citació actual i comprovada, en un bosc de les valls d'Àneu, al Pallars Sobirà, on es va trobar l'octubre de 2008. Amb anterioritat havia estat citada el 1952 al cim del Montardo, més amunt de 2800 m, en una altitud on aquesta espècie no sembla que hi pogués viure gaire bé. Una altra citació, més antiga encara, la situava el 1879 a prop de Setcases, però cap estudi posterior ha pogut confirmar aquesta dada.
A Catalunya s'ha trobat en boscos de pi negre amb sotabosc de neret i nabius. En general prefereix indrets ombrívols (prefereix ambients forestals) i amb un cert nivell d'humitat constant, per això pot viure en sòls entollats i torbosos. És una espècie acidòfila. Pot suportar sòls pobres en nutrients però no sòls de caràcter bàsic. És molt resistent al fred i als països nòrdics suporta temperatures de fins −40 °C, en canvi el seu creixement se'n ressent quan viu en llocs amb estius més calorosos.

## Estat de conservació
Tot i que a l'àmbit europeu és una espècie abundant i no protegida, atesa la seva raresa a l’extrem més meridional de la seva distribució, aquesta espècie es troba catalogada com a vulnerable pel Decret 172/2008, de 26 d’agost de la Generalitat, mitjançant el qual es va crear el Catàleg de flora amenaçada de Catalunya.
Com que la publicació d’aquest decret va ser anterior al descobriment de l’espècie, es va incloure a la llista d’espècies amenaçades en la RESOLUCIÓ AAM/732/2015, de 9 d'abril, per la qual es modifica el Catàleg de flora amenaçada de Catalunya.

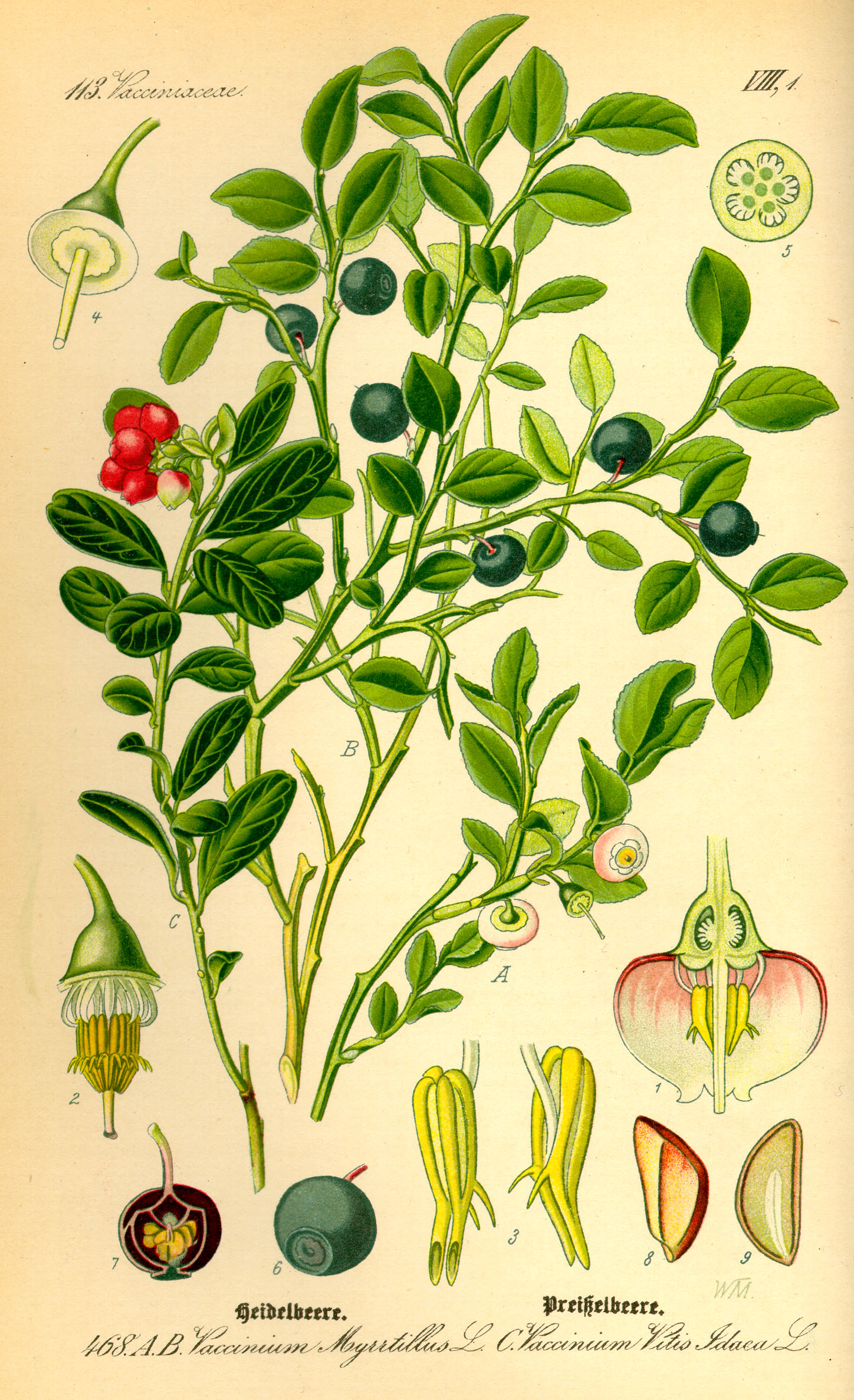
Comparació entre nabiu comú i roig
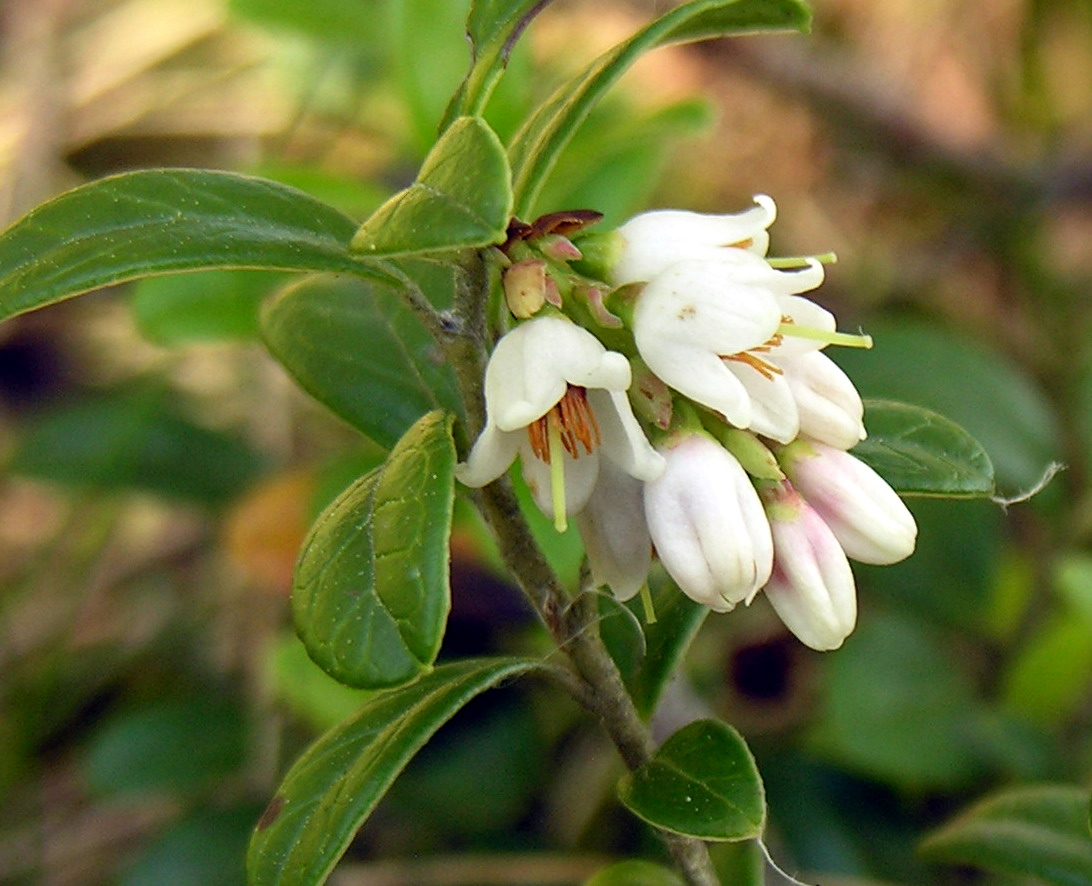
Detall de les flors
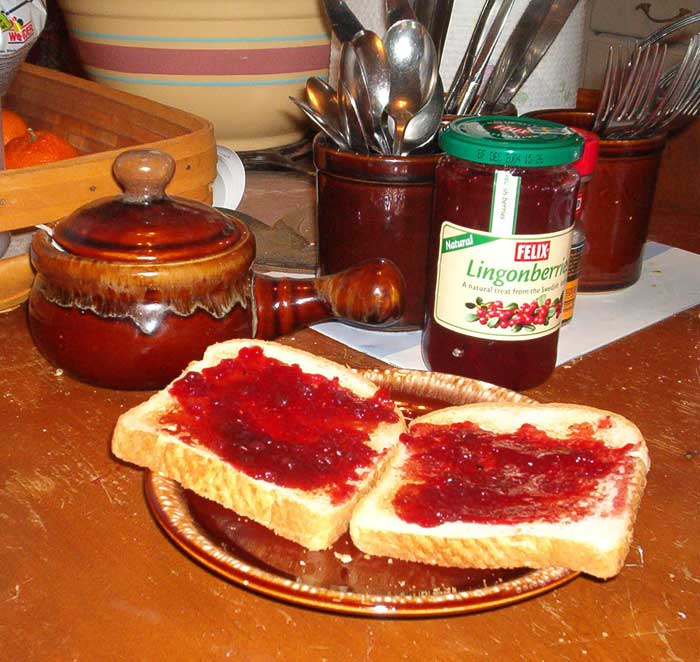
Confitura de nabiu roig

## Usos
El seu fruit és molt conegut i recol·lectat a molts països del nord i el centre d'Europa, com ara Alemanya, Àustria, Belarús, Dinamarca, Eslovàquia, Estònia, Finlàndia, Letònia, Lituània, Noruega, Polònia, República Txeca, Rússia, Suècia o Ucraïna. Els fruits són força àcids i convé deixar-los madurar amb escreix. Normalment es consumeixen en forma de melmelada, compota o xarop. Aquests productes es poden trobar normalment als supermercats d'aquests països. Com que a Catalunya és molt rar i no es pot comercialitzar, aquests productes es poden trobar, importats, sota la denominació sueca lingon.

El fuit conté elevades dosis de vitamina C, vitamina A (betacarotè), vitamina B (B1, B₂, B₃), i també minerals com el potassi, calci, magnesi i fòsfor. També contenen altres substàncies no essencials per a l'organisme però igualment útils per a la salut, conegudes genèricament com a fitoquímics, i que han estat reconegudes per al tractament de les infeccions del tracte urinari.

## Espècies relacionades
- Nabiu (mirtil)
- Nabiu de grua
- Nabiu uliginós, nabiu negre